# Walter Furthmann
Walter Furthmann (* 25. Juli 1873 in Hilden; † 30. Januar 1945 in Düsseldorf) war ein deutscher Architekt, der vor allem als Hausarchitekt der Firma Henkel bekannt wurde. Mit dem GeSoLei-Saal und dem Henkel-Verwaltungsgebäude in Düsseldorf-Holthausen entwarf Furthmann einen Baukomplex, der zu den bedeutenden Verwaltungsbauten der 1920er Jahre zählt.

## Leben

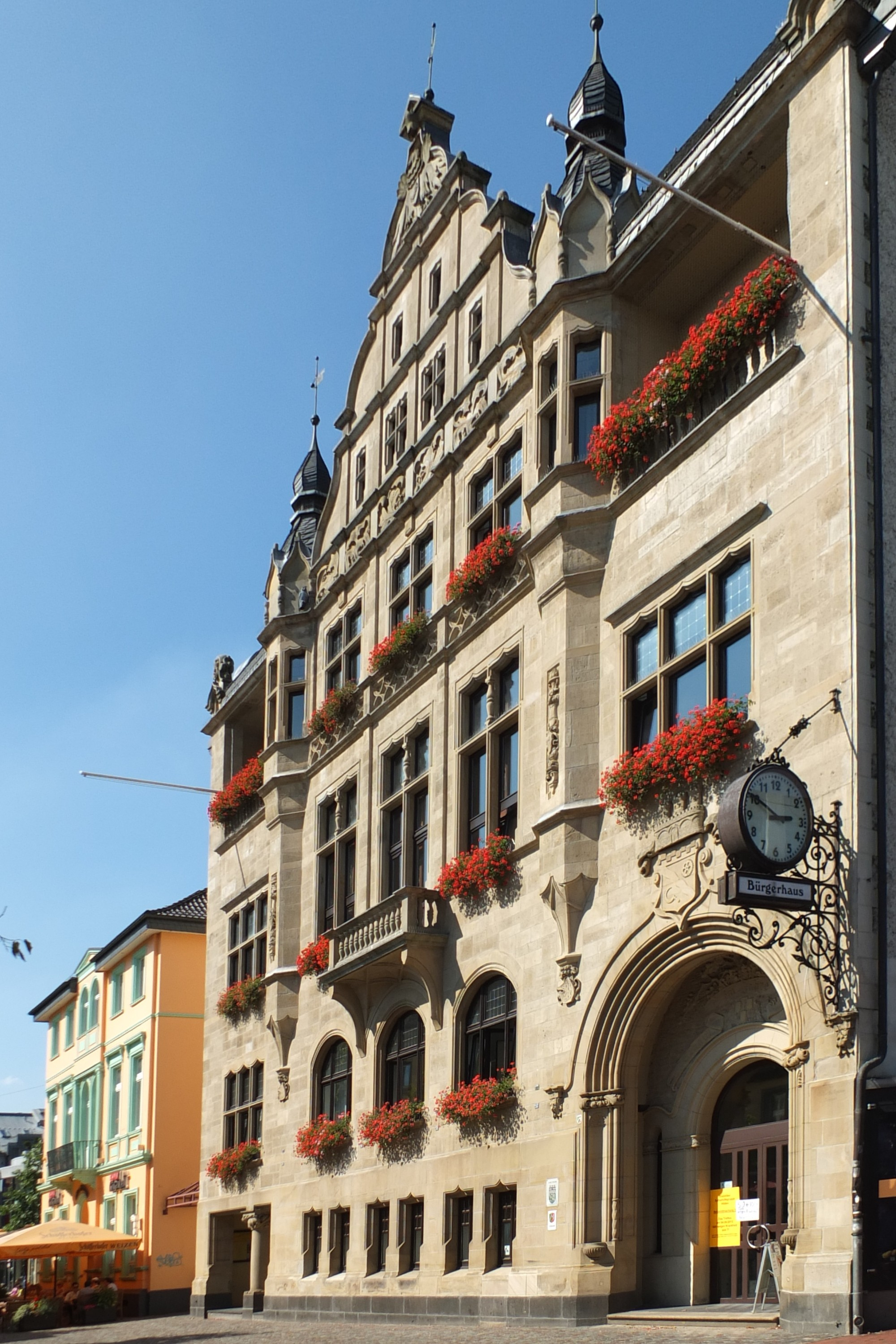
Rathaus Hilden (1900; heute Bürgerhaus)

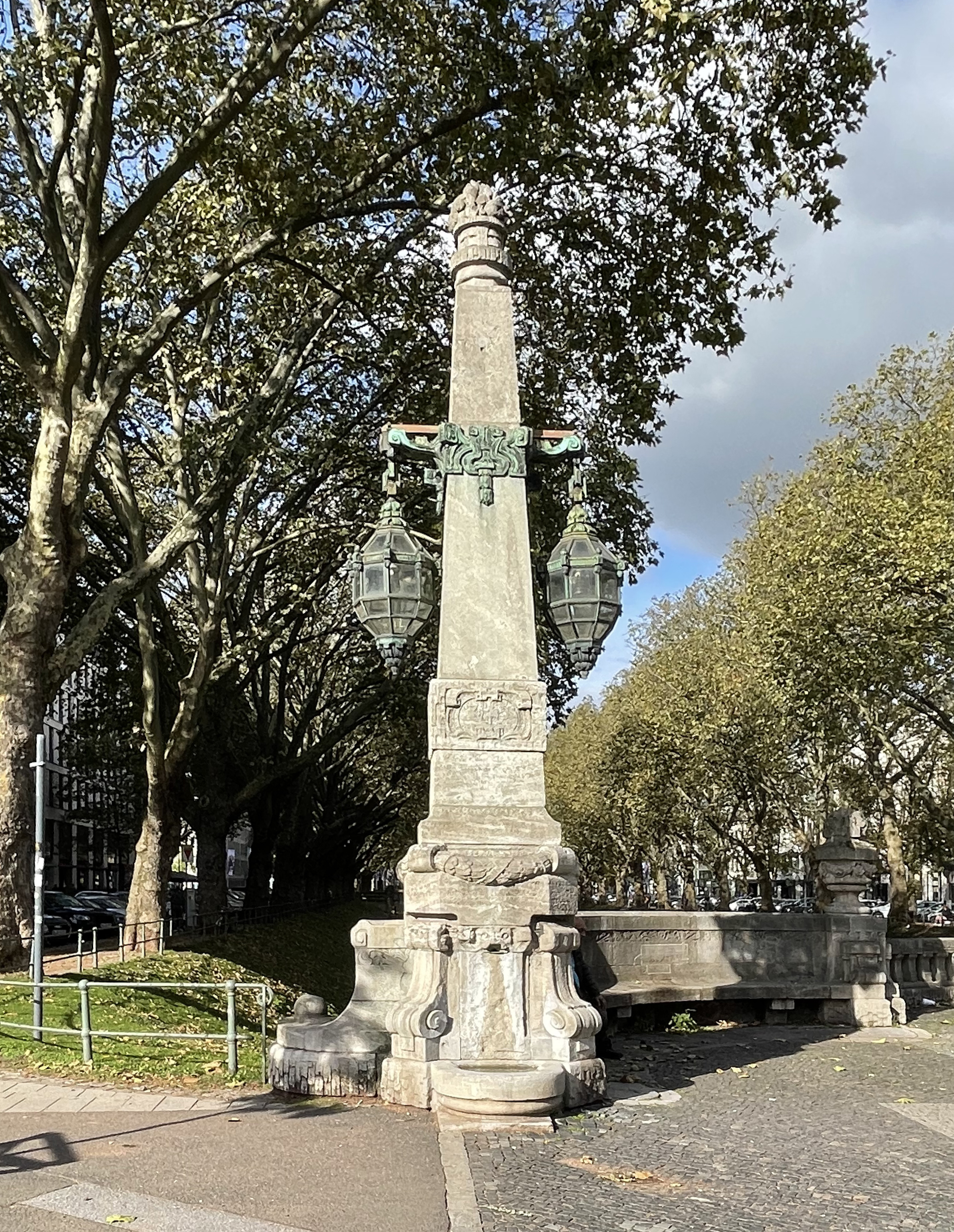
Südl. Abschluss des Stadtgrabens an der Düsseldorfer Königsallee (1903)

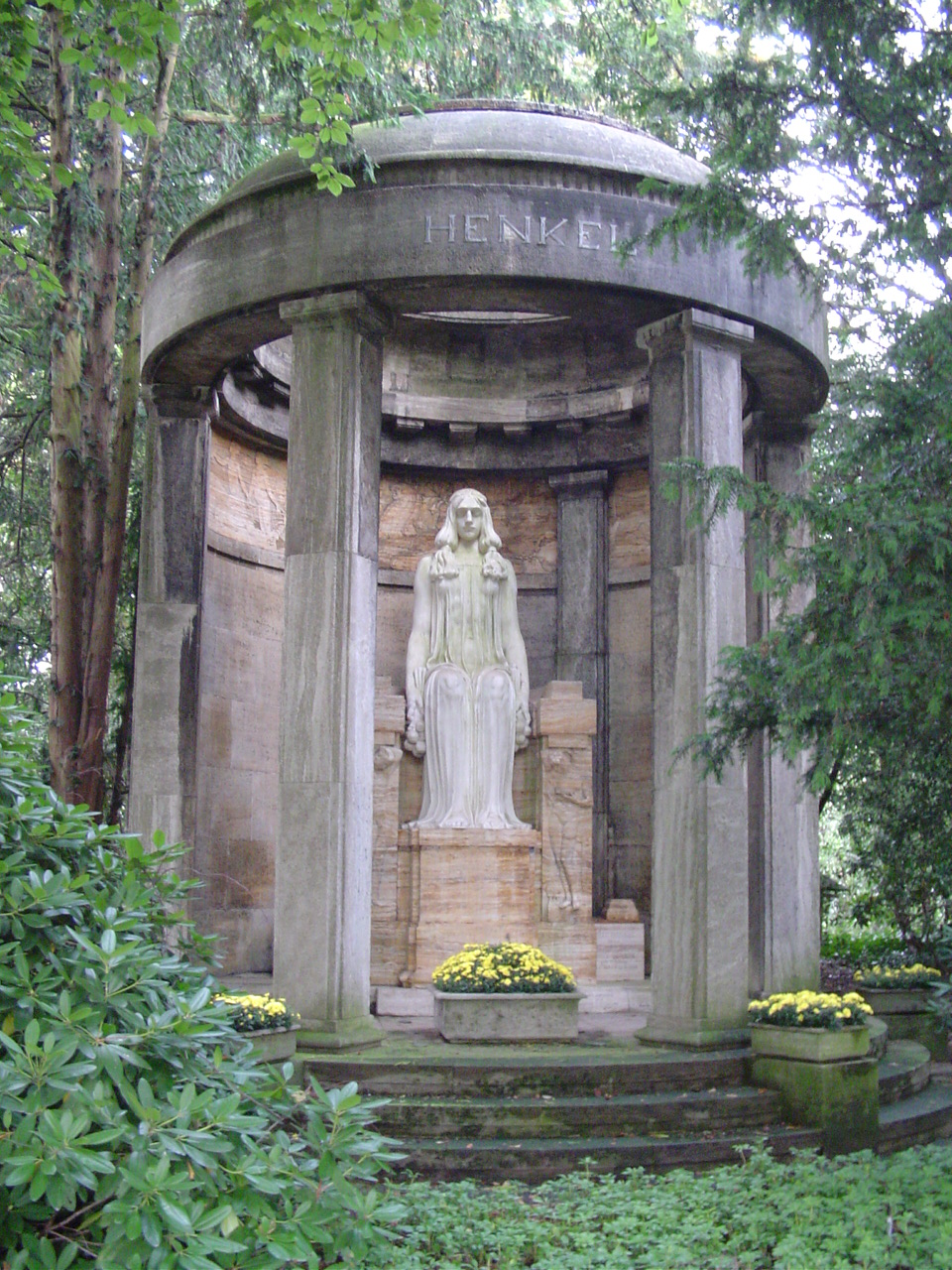
Henkel-Mausoleum (1906), mit Skulptur von Karl Janssen

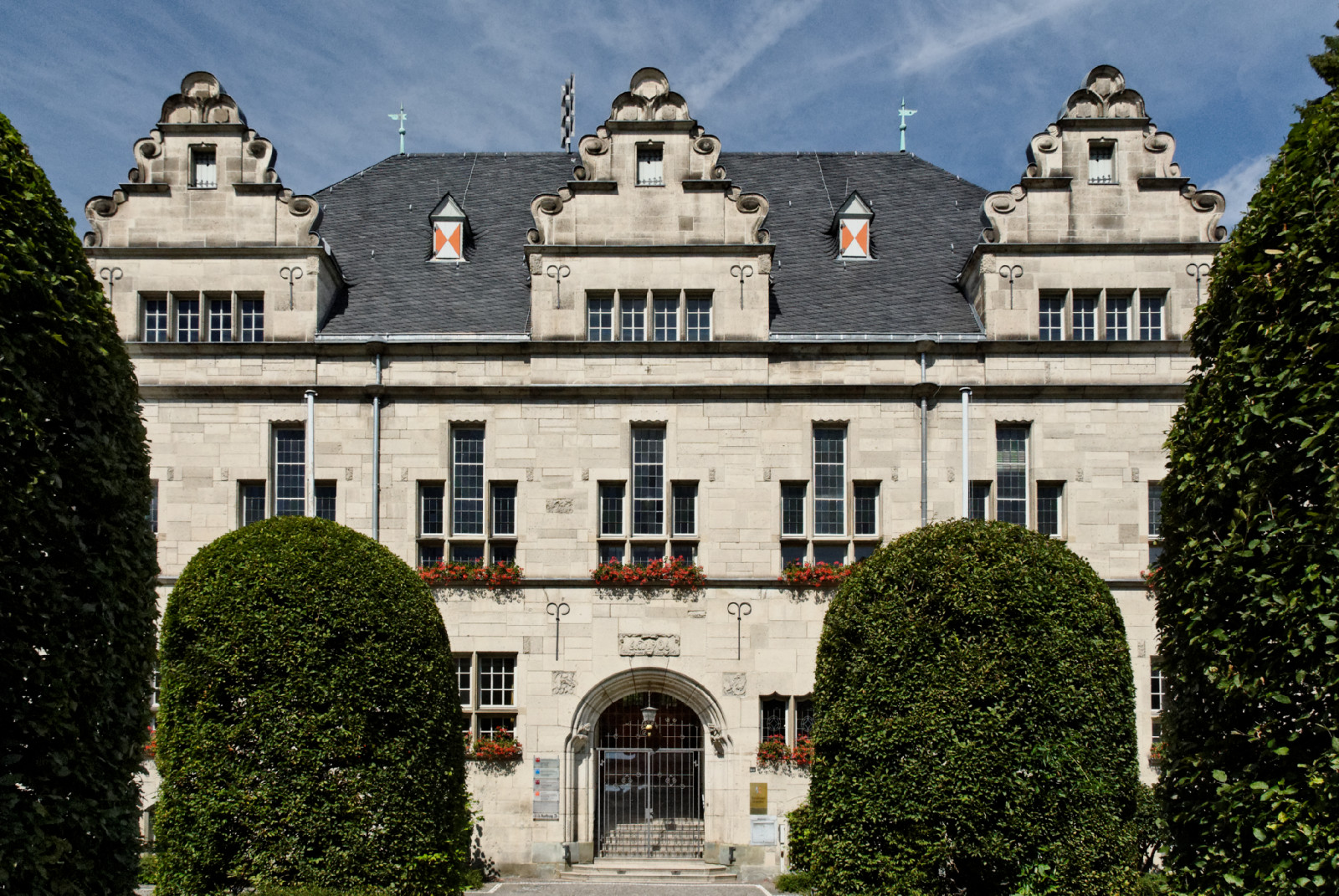
Rathaus in Düsseldorf-Benrath (1907)

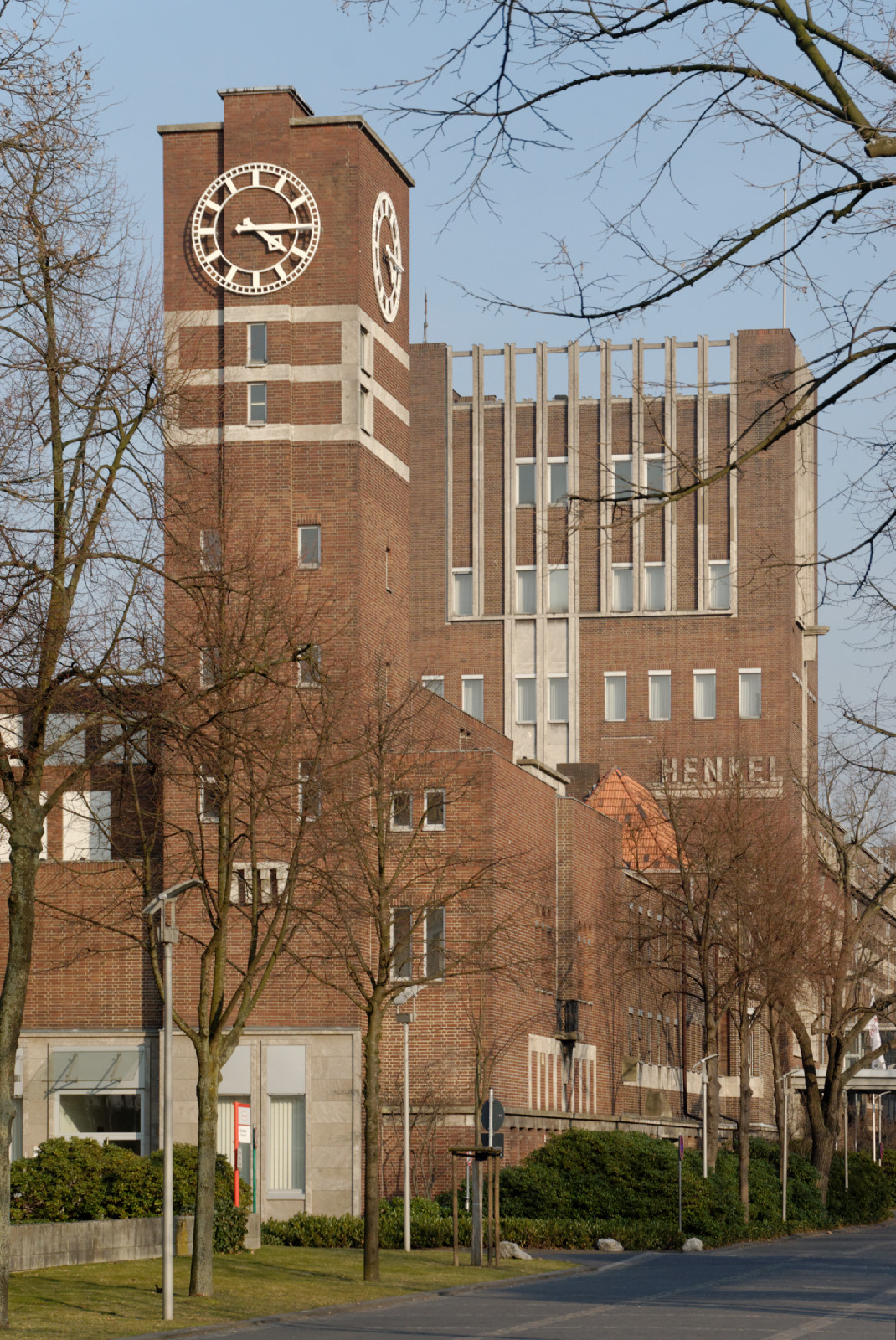
Verwaltungsgebäude der Henkel-Werke, Düsseldorf-Holthausen

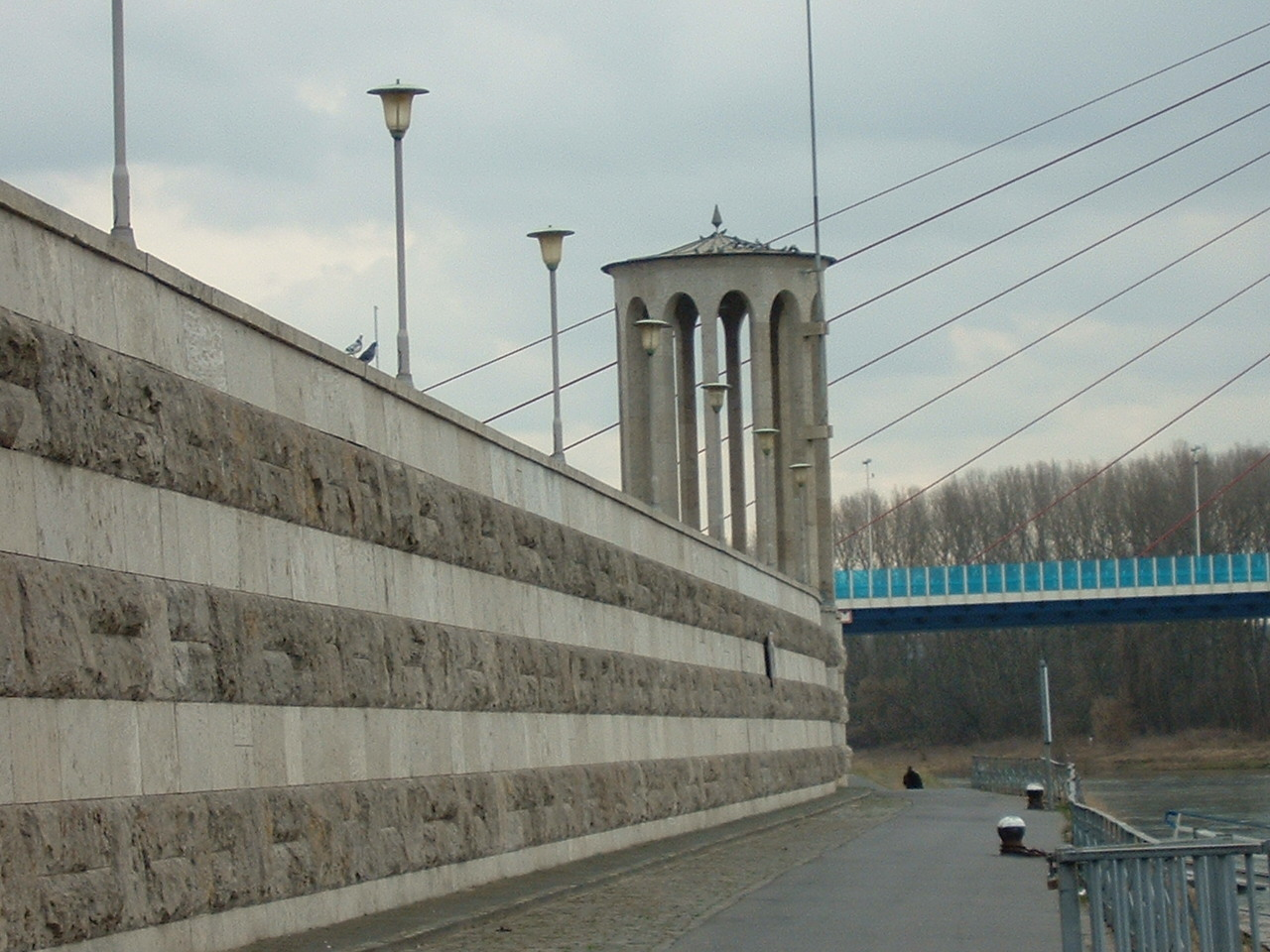
Deichanlage mit Pegelturm, Neuwied (1929)

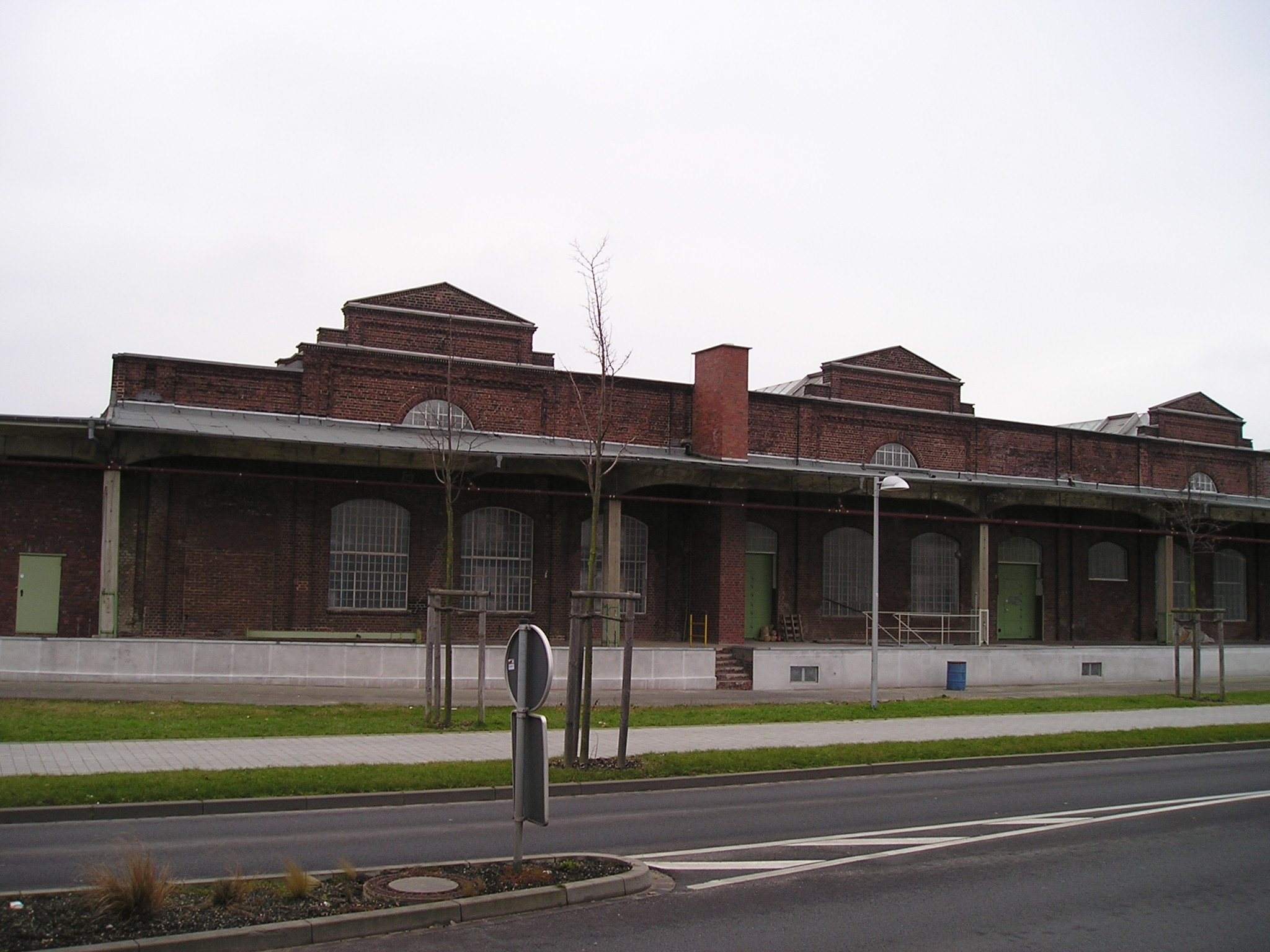
Royal Dutch Shell, Schmierstoff Fassabfüll-Halle in Monheim

Walter Furthmann wurde am 25. Juli 1873 in Hilden als siebtes Kind von Friedrich Wilhelm Furthmann (1836–1929) und Emma Emilie Furthmann (1839–1934) geboren, der Vater war Bäckermeister.
Furthmann besuchte die Bürgerschule in Hilden und absolvierte von 1890 bis 1892 eine Lehre in Düsseldorf. Von 1892 bis 1894 studierte er in Schwerin.
Walter Furthmann arbeitete zunächst einige Jahre in Budapest im Architekturbüro Binder und beteiligte sich dort an einem Wettbewerb zur Gestaltung des Freiheitsplatzes. Im Januar 1898 heiratete er in Budapest die Künstlerin Emilia Klára Krahl (1876–1941).
Danach ließ er sich zunächst in Berlin nieder, wo ihn von seinen Verwandten in Hilden die Nachricht erreichte, dass in Hilden ein neues Rathaus gebaut werden sollte. Furthmann machte mit einem Fassadenentwurf dort auf sich aufmerksam und erhielt den Bauauftrag für das im Jahr 1900 fertiggestellte Rathaus.
Nach Aufenthalten in Köln und Hilden ließ sich Furthmann in Düsseldorf nieder und erhielt 1902 von der Industriellen-Familie Poensgen einen für die weitere Entwicklung wichtigen Auftrag zum Bau einer Villa im niederländischen Noordwijk für Carl Poensgen. Ein Jahr später hatte Furthmann in Düsseldorf seinen ersten großen Erfolg. In einem Wettbewerb des Verschönerungsvereins zur Gestaltung des südlichen Abschlusses des Grabens der Königsallee erhielt er trotz großer Konkurrenz den 1. Preis und den Bauauftrag. Furthmann beteiligte sich weiterhin an Wettbewerben für rheinische Rathäuser, u. a. in Haan, Wiesdorf und Benrath. Auch aus dem Wettbewerb um den Bau des Rathauses Benrath ging Furthmann als Sieger hervor. Furthmann gewann hierdurch jedoch nicht nur den Bauauftrag für ein repräsentatives Rathaus der damals noch selbstständigen Stadt, sondern auch die Bekanntschaft mit dem Waschmittel-Fabrikanten Fritz Henkel, der neben dem durch den Villen-Bau in Noordwijk schon bekannten Ernst Poensgen ebenfalls Mitglied der Benrather Baukommission war. Walter Furthmann erhielt hierdurch zusätzlich den Auftrag zur Errichtung eines Mausoleums für die Familie Friedrich Karl Henkel auf dem Düsseldorfer Nordfriedhof und wurde dann Werksarchitekt der Henkel-Werke.
In der Folge entwarf Furthmann für Henkel in Düsseldorf, Genthin und Pratteln zahlreiche Verwaltungs- und Fabrikgebäude sowie Wohnsiedlungen für die Beschäftigten. Er behielt jedoch sein eigenes Architekturbüro in Düsseldorf bei und hatte so die Gelegenheit, auch mit Privatbauten vom Bauboom zu Beginn des 20. Jahrhunderts zu profitieren, so z. B. mit Villen an der von Düsseldorfer Industriellen bevorzugten Meliesallee in Benrath. Furthmann war Mitglied im Deutschen Werkbund (DWB), im Bund Deutscher Architekten (BDA) und im Architekten- und Ingenieurverein Düsseldorf (AIV).

## Bauten und Entwürfe
- 1895–1896: Wettbewerbsentwurf für die Gestaltung des Freiheitsplatzes (Szabadság tér) in Budapest
- 1897: Wettbewerbsentwurf für ein Museum in Altona[7]
- 1899–1900: Rathaus Hilden[8]
- 1902: Villa „Seehorst“ in Noordwijk[9]
- 1903: Stadtgrabenabschluss an der Königsallee in Düsseldorf[10]
- 1904: Grabmal für Wilhelm Ferdinand Lieven auf dem Hauptfriedhof in Hilden
- 1905–1907: Rathaus Benrath
- 1906: Mausoleum der Familie Henkel auf dem Düsseldorfer Nordfriedhof
- 1906–1940: diverse Bauten des Konsumgüter- und Chemie-Konzerns Henkel in Düsseldorf, Genthin und Pratteln (Schweiz)
- 1908: Säuglingsheim für den „Verein für Säuglingsfürsorge“, Witzelstraße 150 in Düsseldorf-Bilk
- 1910: Verwaltungsgebäude des Textilunternehmens Kampf & Spindler in Hilden
- 1913–1915: Royal Dutch (später Shell) Schmierstoff Fassabfüll-Halle in Monheim am Rhein[11]
- 1925–1926: Henkel-Ausstellungspavillon auf der GeSoLei in Düsseldorf
- 1928–1929: Deichanlage am Rhein mit Pegelturm und Gasthaus „Deichkrone“ in Neuwied
- 1934: Sommerhaus in Düsseldorf-Lohausen
- 1937: Henkel-Ausstellungspavillon auf der „Reichsausstellung Schaffendes Volk“ in Düsseldorf
- 1939: Großgarage für die Press- und Walzwerk Reisholz AG in Düsseldorf